# Comercio bilateral
El comercio bilateral o comercio de facilitación es exclusivamente el comercio entre dos países, particularmente, el trueque basado en acuerdos bilaterales entre los gobiernos, y sin el uso de las divisas para el pago. Los acuerdos comerciales bilaterales con frecuencia procuran mantener déficits comerciales como mínimo manteniendo un claro déficit de cuenta donde se acumulan.
La Unión Soviética llevó a cabo el comercio bilateral con dos naciones, la India y Finlandia. En el lado soviético, el comercio fue nacionalizado, pero por otro lado, también los capitalistas privados negociaron ofertas. Las relaciones con los políticos responsables de la política exterior eran especialmente importantes para este tipo de negocios. El marco limitado de las mercancías comercializadas a aquellas fabricadas internamente y, como tal, constituye una subvención a la industria nacional.
El comercio bilateral fue muy popular dentro de los círculos de negocios finlandeses, ya que permitió a la comisión de grandes pedidos, además con requisitos menos estrictos para la sofisticación o calidad, si se compara con los mercados occidentales. La parte soviética se sentía motivada a participar en el comercio de compensación porque básicamente el acuerdo le proporcionaban crédito barato. La opción era vender obligaciones en el mercado internacional, y pagar los intereses en moneda dura. El capital como rompehielos, vagones de tren o bienes de consumos, podían ser obtenidos desde Finlandia y el costo sería convertirse simplemente en déficit por cuenta corriente de compensación, eventualmente ser pagado como, por ejemplo, petróleo crudo, o como órdenes tales como plantas de energía nuclear (Loviisa I y II).
El comercio de compensación fue muy concurrido hasta la década de 1970, pero comenzó a perder su impulso en la década de 1980. En sus últimos años, la Unión Soviética comenzó a acumular deuda a un ritmo alarmante en la liquidación de cuentas. Como resultado, la Unión Soviética comenzó a pagar el déficit con aceite, un bien con poco valor añadido y fácilmente intercambiable en moneda dura, que conspiran contra el principio del comercio bilateral. Con la disolución de la Unión Soviética, esta forma de comercio casi ha desaparecido.
Los productos estratégicos, tales como la tecnología nuclear, todavía se negocian bilateralmente en lugar de en un mercado abierto multilateral. Por otra parte, la fijación de aranceles y restricciones o beneficios para el comercio, como los tratados de libre comercio, es un asunto que normalmente se regula entre dos países de manera soberana o cediendo parcialmente su soberanía a una entidad supranacional que le competan estos asuntos, como para el caso de los países de la Unión Europea o el Mercosur, que para ciertas situaciones operan como un solo bloque comercial con la finalidad de negociar con terceros países. 

## Literatura
- Juri Piskulov: Näin teimme idänkauppaa. Ajatus-kirjat, Gummerus, 2009.
- Juhani Laurila: Finnish-Soviet Clearing Trade and Payment System: History and Lessons, Suomen Pankki 1995.
- https://web.archive.org/web/20140727143556/http://www.suomenpankki.fi/fi/julkaisut/selvitykset_ja_raportit/yleistajuiset_selvitykset/Documents/73091.pdf

- Datos: Q256330